# Is It Just Me?
Is It Just Me? is een nummer van The Darkness, uitgebracht op 20 februari 2006 door het platenlabel Atlantic. Het nummer behaalde de 8e positie in de UK Singles Chart.